# Antalis senegalensis
Antalis senegalensis är en blötdjursart som först beskrevs av Philippe Dautzenberg 1891.  Antalis senegalensis ingår i släktet Antalis och familjen Dentaliidae. Inga underarter finns listade i Catalogue of Life.